# Phlaurocentrum mecopodoides
Phlaurocentrum mecopodoides är en insektsart som beskrevs av Karsch 1891. Phlaurocentrum mecopodoides ingår i släktet Phlaurocentrum och familjen vårtbitare. Inga underarter finns listade i Catalogue of Life.